# Палеограцано
Палеограцано (грч. Παλαιογράτσανο) је насељено место у општини Велвендо у периферији Западна Македонија, Грчка. Према попису из 2021. године било је 36 становника.
Насеље је 1913. године имало 803 житеља Грка. Назив села је словенског порекла.